# Gärdserums socken

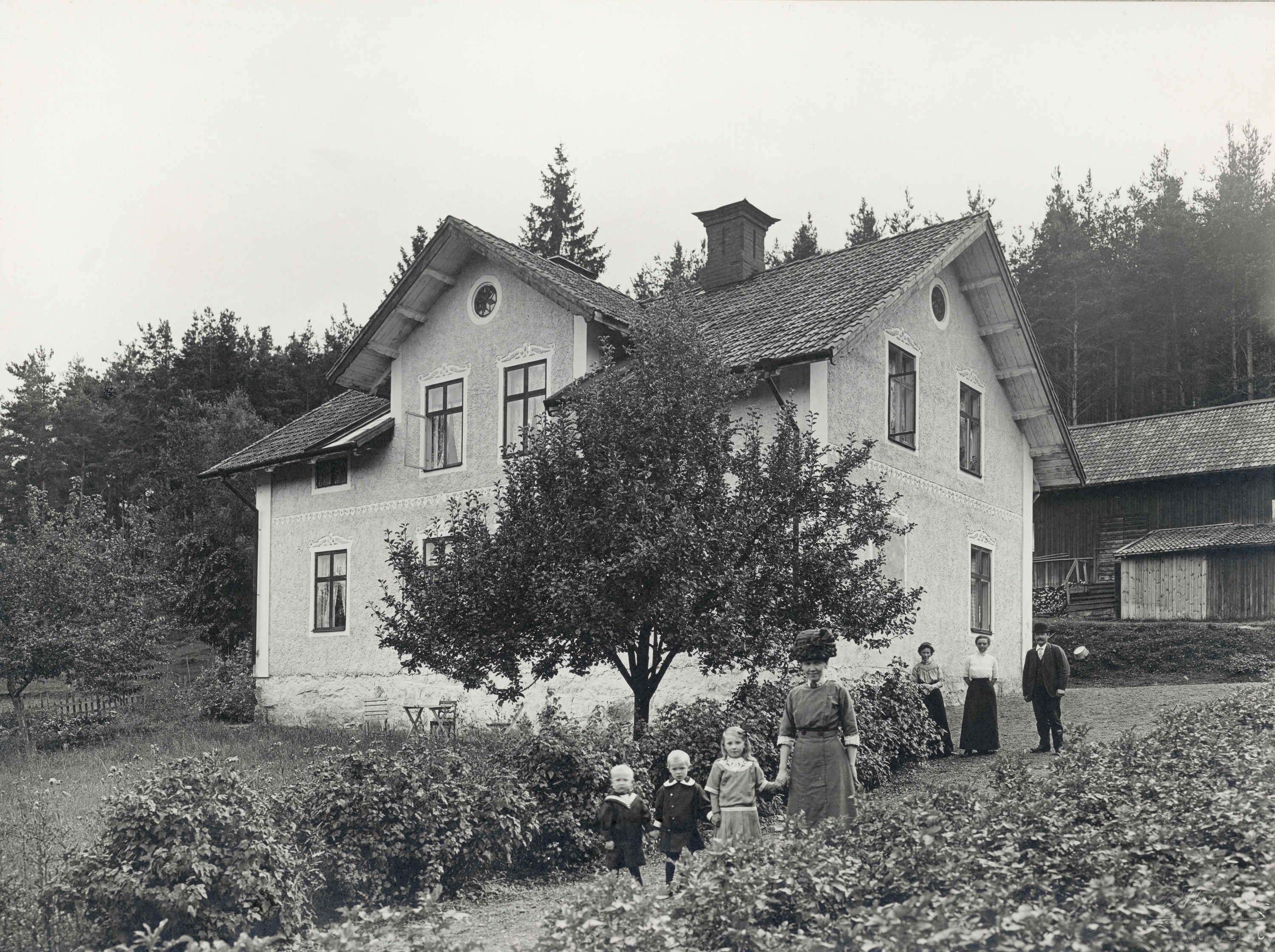
Falerum, Gärdserum socken 1904.

Gärdserums socken i Småland ingick i Norra Tjusts härad, ingår sedan 1971 i Åtvidabergs kommun och motsvarar från 2016 Gärdserums distrikt i Östergötlands län. 
Socknens areal är 151,49 kvadratkilometer, varav 139,13 land. År 2000 fanns här 811 invånare. Tätorten Falerum samt kyrkbyn Bodsgård med sockenkyrkan Gärdserums kyrka ligger i socknen. 

## Administrativ historik
Gärdserums socken har medeltida ursprung. 
Vid kommunreformen 1862 övergick socknens ansvar för de kyrkliga frågorna till Gärdserums församling och för de borgerliga frågorna till Gärdserums landskommun. Landskommunen inkorporerades 1952 i Uknadalens landskommun där denna del senare 1971 uppgick i Åtvidabergs kommun och samtidigt bytte länstillhörighet från Kalmar län till Östergötlands län. Församlingen är sedan 1 januari 2010 en del av Åtvids församling.
1 januari 2016 inrättades distriktet Gärdserum, med samma omfattning som församlingen hade 1999/2000.  Socknen har tillhört samma fögderier och domsagor som Norra Tjusts härad.

## Geografi
Gärdserums socken ligger sydost om Åtvidaberg kring Storåns dal. Socknen är utanför dalgången en starkt kuperad skogsbygd med många mindre sjöar. De största insjöarna är Antvarden som delas med Dalhems socken i Västerviks kommun, Åkervristen som delas med Ukna socken i Västerviks kommun, Öjsjön, Ämten, Svalgen och Båtsjön.
En sätesgård var Kvistrums säteri.
I Bodsgård har det funnits ett gästgiveri.

## Fornlämningar
Kända från socknen är en hällkista från stenåldern, några gravrösen och stensättningar från bronsåldern och äldre järnåldern samt gravar och en fornborg från yngre järnåldern.

## Befolkningsutveckling
Befolkningen ökade från 1 507 invånare år 1810, till 2 388 år 1870 varefter den minskade stadigt till 850 invånare 1990.

## Namnet
Namnet (1370 Giäluesrum) kommer från en äldre by. Förleden innehåller Gälvir, ett äldre namn på Båtsjön. Efterleden är rum, 'öppen plats'.